# Ocyceros gingalensis
Ocyceros gingalensis е вид птица от семейство Носорогови птици (Bucerotidae).

## Разпространение
Видът е разпространен в Шри Ланка.